# Callithea freyja
Callithea freyja är en fjärilsart som beskrevs av Johannes Karl Max Röber 1913. Callithea freyja ingår i släktet Callithea och familjen praktfjärilar. Inga underarter finns listade i Catalogue of Life.